# تيمبس

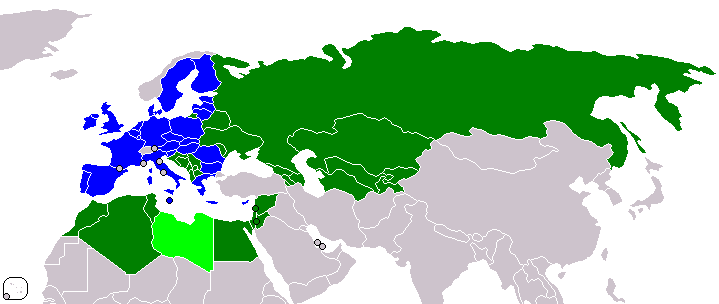
EU Member states
TEMPUS partner countries
TEMPUS participation under discussion

برنامج يحفز مراكز التعليم العالي في الاتحاد الأوروبي و البلدان المجاورة للمشاركة في تعاون مُنتظم. من خلال تأسيس منظمة تُسمى كونسوريت. و تتضمن منظمة كونسوريت مجموعة من المشاريع الأوربية المشتركة المصحوبة بمجموعة من الأهداف البارزة. مثل هذا المشروع بامكانه استقبال دعم مادي لمدة سنتين أو ثلاثة. إن برنامج تيمبس أيضا بإمكانه توفير منح تُسمى المنح الفردية المتنقلة و تكون تلك المنح للأشخاص العاملين في قطاع التعليم العالي لمساعدتهم في العمل ضمن مجالات محددة في الدول الأخرى.

## قراءة إضافية
- Ayoubi, R.M. and Massoud, H. K. (2011). "Questioning the Role of Internationalization in the Nationalization of Higher Education: the Impact of the EU TEMPUS Programme on Higher Education in Syria", European Journal of Higher Education, Vol 1, Issue 4, pp. 352–368. (Taylor and Francis, indexed by ERA)

## روابط خارجية
- TEMPUS website of the European Commission